# Masdevallia hartmanii
Masdevallia hartmanii là một loài thực vật có hoa trong họ Lan. Loài này được Luer mô tả khoa học đầu tiên năm 1994.